# Георги Тунтев
Георги Чонов Тунтев е български офицер, полковник от артилерията, участник в Балканската (1912 – 1913) и Междусъюзническата война (1913), адютант на 28-и пехотен стремски полк през Първата световна война (1915 – 1918), командир на 2-ра пехотна тракийска дивизия (1935).

## Биография
Георги Тунтев е роден на 19 юни 1889 г. в Карлово, Княжество България. През 1913 г. е произведен в чин подпоручик, а от 2 август 1915 г. е поручик.
По време на Първата световна война (1915 – 1918) поручик Георги Тунтев служи като адютант на 28-и пехотен стремски полк, като на 18 септември 1917 е произведен в чин капитан. „За бойни отличия и заслуги във войната“ на службата полкови адютант, съгласно заповед № 679 от 1917 г. по Действащата армия е награден с Военен орден „За храброст“ IV степен, 2-ри клас, по-късно съгласно заповед № 905 от 1917 г. по Действащата армия наградата е променена на Военен орден „За храброст“ IV степен, 1-ви клас и съгласно заповед № 355 от 1921 г. по Министерството на войната е награден с орден „Св. Александър“ V степен с мечове в средата.
През военната си кариера служи последователно в 17-и пехотен доростолски полк и 38-и пехотен полк. По-късно е началник-щаб на 17-а опълченска дружина, след което е в Щаба на армията и в 39-и пехотен полк. По-късно служи във 2-ри пехотен искърски полк, 38-и пехотен полк и 21-ви пехотен средногорски полк, като на 6 май 1924 година е произведен в чин майор.
През 1927 г. майор Тунтев е назначен за домакин на 21-ви пехотен средногорски полк, на 6 май 1928 г. е произведен в чин подполковник и през 1931 г. е назначен за помощник-командир на 21-ви пехотен средногорски полк. През 1934 г. е назначен за командир на дружина от 27-и пехотен чепински полк, след което същата година е назначен за помощник-командир на 9-и пехотен пловдивски полк. От 12 април 1934 до 16 май 1935 е командир на 9-и пехотен пловдивски полк.
На 6 май 1935 г. Георги Тунтев е произведен в чин полковник, като същата година е назначен за командир на 2-ра пехотна тракийска дивизия, като по-късно същата година е откомандирован. През 1938 г. полковник Тунтев е отново командир на 9-и пехотен пловдивски полк и същата година е назначен на служба в Пехотната инспекция. По-късно същата година е уволнен от служба и преминава в запаса.

## Семейство
Полковник Георги Тунтев е женен има 2 деца.

## Военни звания
- Подпоручик (1913)
- Поручик (2 август 1915)
- Капитан (18 септември 1917)
- Майор (6 май 1924)
- Подполковник (6 май 1928)
- Полковник (6 май 1935)

## Награди
- Военен орден „За храброст“ IV степен, 1-ви клас (1917)
- орден „Св. Александър“ V степен с мечове в средата (1921)